# エーリク4世 (デンマーク王)
エーリク4世（エーリク4せい、デンマーク語：Erik 4., 1216年ごろ - 1250年8月10日）またはエーリク・プローペニング（Erik Plovpenning）は、デンマーク王（在位：1241年 - 1250年）。その治世の間に弟らとの対立および内戦が勃発した。

## 生涯

### 生い立ち
エーリク4世はヴァルデマー2世の次男として、その2番目の妃ベレンガリア・デ・ポルトゥガルとの間に1216年ごろに生まれた。アーベルおよびクリストファ1世の兄である。
1218年、異母兄であるヴァルデマー若王が父の共同統治者として王位につき、相続人に指名されたとき、エーリクはシュレースヴィヒ公とされた。1231年にヴァルデマー若王が早世し、エーリクは1232年5月30日にルンド大聖堂で父の共同統治者および相続人として王位についた。その後、シュレースヴィヒ公国を弟アーベルに割譲した。1241年に父が亡くなると単独の王として即位した。

### 治世
エーリクの治世の間、独立した地位を望みホルシュタイン伯に支持されていた弟のシュレースヴィヒ公アーベルとの激しい対立が起こった。エーリクはまた、厳しい税金、特に鋤に課した税金のために反乱を起こしたスコーネの農民と争った。当時は所有する鋤の数が、富の尺度として用いられていた。これにより、王は「プローペニング（鋤税王）」（デンマーク語：Plovpenning）という異名でよばれるようになった。
1242年に弟のシュレースヴィヒ公アーベルと最初に衝突したとき、王になってから約1年しか経っていなかった。兄弟が1244年に休戦に合意し、連合してエストニアへの十字軍の計画を立てるまで、この対立は2年間続いた。同時に、エーリクが課そうとしている税金からの免除を主張する修道会との問題に直面した。エーリクは、教会の土地が他の土地所有者と同じように課税されることを望んでいた。教皇は、1245年に王とオーデンセの司教たちとの間で交渉するために使節を派遣した。大小を問わず、教会の昔からの権利と特権を侵害した者は破門される恐れがあった。これはエーリクに対する明確な警告であり、教会はエーリクの課税目的で教会の財産を評価するという主張を許すことができなかった
。
激怒したエーリクは、1249年にデンマークから逃亡したロスキレ教区の司教ニールス・スティグセンに怒りを向けた。エーリクは新興都市コペンハーゲンを含むシェラン島にある司教の領地を没収した。司教の復職と領地の教区への返還を主張した教皇インノケンティウス4世の介入にもかかわらず、論争は解決できなかった。ニールス・スティグセンは、1249年にクレルヴォー修道院で死去した。司教の領地は、1250年にエーリク4世が死去するまで教区に返還されなかった。
1246年、エーリクと弟らとの対立が再び勃発した。この対立は、エーリクがホルシュタイン伯領に対し父ヴァルデマー2世が保持していた支配権を回復しようとしてホルシュタインに侵入したときに始まった。シュレースヴィヒ公アーベルはホルシュタイン伯アドルフ4世の娘と結婚し、かつて義弟であるホルシュタイン伯ヨハン1世とゲルハルト1世の後見人をつとめており、エーリクにホルシュタインの征服を断念させた。翌年、アーベルとホルシュタイン軍はユトランドとフュン島に突入し、ラナースからオーデンセまで焼き討ちと略奪を行った。アーベルは、ハンザ同盟都市リューベック、弟であるロランおよびファルスター領主クリストファ、および父の庶子ブレーキンゲ公クヌーズからの支援を受けた。
エーリクはすぐに報復を行い、リーベの街を再び征服し、同年にアーベルの領地スヴェンボーを占領した。1247年、エーリクはフュン島のアレスコフ城を占領し、クリストファとクヌーズを捕らえた。ブランデンブルク辺境伯ヨハン1世（1213年頃 - 1266年）の妻であったエーリクの妹ソフィア（1217年頃 - 1247年）の仲介により休戦協定が結ばれた。この協定により、エーリクはデンマーク全土を確固たる支配下に置くこととなった。1249年、スコーネの農民は鋤税に対し反乱を起こした。エーリクはシェラン島の助けを借りて秩序を回復したが、教会、弟アーベルおよび南ユトランドのドイツの伯らは、王に対抗するためかつて結んだ同盟に向かうこととなる。

### 国王の暗殺
エーリクは軍を編成し、1249年に拠点を確保するためエストニアに向け出航した。1250年に帰国の途上で、エーリクは軍を率いてホルシュタインに向かい、レンツブルクにある国境付近の要塞を占領から守り、ドイツの伯らに誰が王であるかを知らしめた。弟のシュレースヴィヒ公アーベルは、シュレースヴィヒのゴットルプにある自身の屋敷でエーリクをもてなした。その夜、王がドイツ人騎士の一人とギャンブルをしていると、アーベルの侍従と他の貴族のグループが駆けつけ、王を捕らえた。侍従らはエーリクを縛り、アーベルの屋敷からボートに引きずり出し、シュライ湾に漕ぎ出た。残りは2番目のボートでそれに従った。エーリクは宿敵であるレーヴ・グドムンセン（1195年頃 - 1252年）の声を聞いたとき、自分が殺されることがわかった。捕虜の1人は、斧で一撃されて王が殺害されたことを知らせるために残された。エリックは斬首され、その遺体はシュライ湾に投げ棄てられた。翌朝、二人の漁師が王の頭のない死体を網で引き上げた。漁師は遺体をシュレースヴィヒのドミニコ会修道院に運んだ。後にエーリクの遺体は1257年にリングステズの聖ベント教会に移された。
エーリクの弟アーベルがデンマーク王位についた。アーベルは王の暗殺とは何の関係もないと主張した。即位から1年半後に、アーベル自身が殺された。アーベルの死後、弟のクリストファがデンマーク王位を継承した。

## 結婚と子女
エーリク4世は1239年11月17日にザクセン公アルブレヒト1世の娘ユッタと結婚し、以下の子女をもうけた。
- ソフィア（1241年 - 1286年） - スウェーデン王ヴァルデマール1世と結婚[2]
- クヌーズ（1242年） - 夭逝
- インゲボー（1244年 - 1287年） - ノルウェー王マグヌス6世と結婚[2]
- ユッタ（1246年 - 1286/95年） - ロスキレの聖アグネス修道院長[2]
- クリストファ（1247年） - 夭逝
- アグネス（1249年 - 1288/95年） - ロスキレの聖アグネス修道院長[2]